# Sesamia rubritincta
Sesamia rubritincta är en fjärilsart som beskrevs av George Francis Hampson 1902. Sesamia rubritincta ingår i släktet Sesamia och familjen nattflyn. Inga underarter finns listade i Catalogue of Life.